# Chiesa di Santa Maria a Mare (Salerno)
La Chiesa di Santa Maria a Mare è una chiesa cattolica di Salerno, nel quartiere orientale di Mercatello.

## Storia
La chiesa originariamente risale al Trecento. Alcuni studiosi  credono essa possa essere anteriore, perché vicina e collegata alle chiese edificate dai Longobardi per seppellirvi i familiari nell'area di Sala Abbagnano e Giovi (come la Chiesa di San Nicola del Pumpolo e la Chiesa di San Felice in Felline).
Nel XVII secolo rimase semidistrutta e abbandonata a causa di alcuni terremoti, specialmente quello del 1694. Nel secolo successivo fu ristrutturata e riutilizzata.
La chiesa attuale è di recente edificazione. Il sagrato è stato rifatto ed abbellito nel 2020.

## Caratteristiche
L'edificio attualmente ha forma rettangolare, con strutture verticali in muratura in tufo intonacata e dipinta. Ha una volta a botte con unghie sulla navata ed una cupola emisferica sul presbiterio. Il pavimento è in marmo a lastre rettangolari ed in marmette di graniglia.
La facciata esterna, di aspetto moderno, ha un ordine di lesene su parete intonacata. All'interno vi sono stucchi decorativi (in particolare sopra l'altare).